# Djambo, Djambo
 "Djambo, Djambo", Canção da Suíça no Festival Eurovisão da Canção 1976 - 4º lugar.
"Djambo, Djambo" foi a canção que representou a Suíça no Festival Eurovisão da Canção 1976 interpretado em inglês pela banda Peter, Sue & Marc. O tema tinha letra e música de Peter Reber e foi orquestrado por Mario Robbiani. Foi a segunda vez que esta banda representou a Suíça no Festival Eurovisão da Canção, tinham participado em 1971, com o tema Les illusions de nos vingt ans".
A canção helvética foi a segunda a ser interpretada na noite do festival realizado em Haia, a seguir à canção britânica "Save Your Kisses For Me, interpretada pela banda Brotherhood of Man e antes da canção alemã "Sing Sang Song", interpretada pela banda Les Humphries Singers. No final da votação, recebeu um total de 91 pontos, classificando-se num honroso quarto lugar.